# Agapeama
Agapeama é um bairro da cidade de Jundiaí, São Paulo que possui cerca de 9.748 habitantes. Está localizado na Região Sul do Município de Jundiaí.
Como tantas outras regiões da cidade, a Agapeama foi, no passado, ocupada por pequenas chácaras e sítios que se dedicavam à agricultura com produção voltada para o consumo próprio e comércio local. Conta a tradição oral que o nome do bairro é uma referência a uma antiga fábrica de formicidas aí existente, chamada Agapeama.

## Loteamentos
O bairro é composto pelos seguintes loteamentos :
- Vila Maria Genoveva
- Vila Didi
- Vila Santa Maria
- Jardim Nações Unidas
- Vila Cristo Redentor
- Vila Franco
- Conjunto IAPI.

## Utilização do solo
A distribuição dos tipos de usos do solo mostra o predomínio da ocupação residencial.
- Uso residencial: 82,44%
- Uso comercial e de serviços: 12,42%
- Uso institucional: 3,50%
- Uso industrial: 1,64%